# رحيم الحاج
رحيم الحاج (ولد عام 1968) هو عازف عود وملحن عراقي أمريكي.

## النشأة
ولد الحاج في بغداد وبدأ العزف على العود في سن التاسعة. وكان يتمتع بموهبة رائعة في العزف على العود.

## تعليم
درس الحاج على يد العازف الشهير منير بشير، الذي يعتبره الكثيرون أعظم عازف عود على الإطلاق، وعلى يد سليم عبد الكريم، في معهد الموسيقى في بغداد، فاز الحاج بجوائز مختلفة في المعهد الموسيقي وتخرج عام 1990 بشهادة دبلوم في التأليف الموسيقي. وحصل أيضاً على شهادة البكالوريوس في الأدب العربي من الجامعة المستنصرية في بغداد.

## هجرة
في عام 1991، بعد حرب الخليج الأولى، اضطر الحاج إلى مغادرة العراق بسبب نشاطه السياسي ضد نظام صدام حسين وبدأ حياته في الأردن وسوريا. انتقل إلى الولايات المتحدة في عام 2000 لاجئاً سياسياً ويقيم في ألباكركي، نيو مكسيكو، منذ ذلك الحين. أصبح مواطنًا أمريكيًا في 16 أغسطس 2008.

## الجوائز
- 2015: حائز على زمالة التراث الوطني الممنوحة من الصندوق الوطني للفنون
- 2010: ترشح لجائزة جرامي لأفضل ألبوم للموسيقى العالمية التقليدية
- 2009: جائزة زمالة الفنانين الأمريكيين في الموسيقى
- 2008: ترشيح لجائزة جرامي لأفضل ألبوم للموسيقى العالمية التقليدية
- 2003: الفائز بجائزة برافو للتميز في الموسيقى
- 2001: جائزة من منظمة قدامى المحاربين من أجل السلام للعمل من أجل السلام
- 1988: جائزة معهد الموسيقى للتأليف الموسيقي